# Мартинсвилл (Индиана)
Мартинсвилл (англ. Martinsville) — город на Среднем Западе США, расположен в округе Морган, штат Индиана. Население 11,698 человек (2000). Имеет устойчивую репутацию «Города Минеральной Воды», о чём свидетельствует неоновая вывеска в центре города. В городе находится не менее трёх минеральных источников. Множество знаменитостей посещали Мартинсвилл в начале 20-го века, чтобы принять минеральные ванны для восстановления здоровья.
Через СМИ и слухи город получил репутацию в центральной Индиане как расистское сообщество.

## География
Мартинсвилл расположен на 39°25′ с. ш. 86°25′ з. д. (39.423339, −86.423779).
По данным Американского бюро по переписям, общая площадь города составляет 11,6 км². Вода занимает 0,22 % площади.